# Melongena
Melongena es un género de gasterópodo marino perteneciente a la familia Melongenidae.

## Especies
- Melongena bispinosa (Philippi, 1844)
- Melongena corona (Gmelin, 1791)
- Melongena melongena (Linnaeus, 1758)
- Melongena patula (Broderip & Sowerby, 1829)

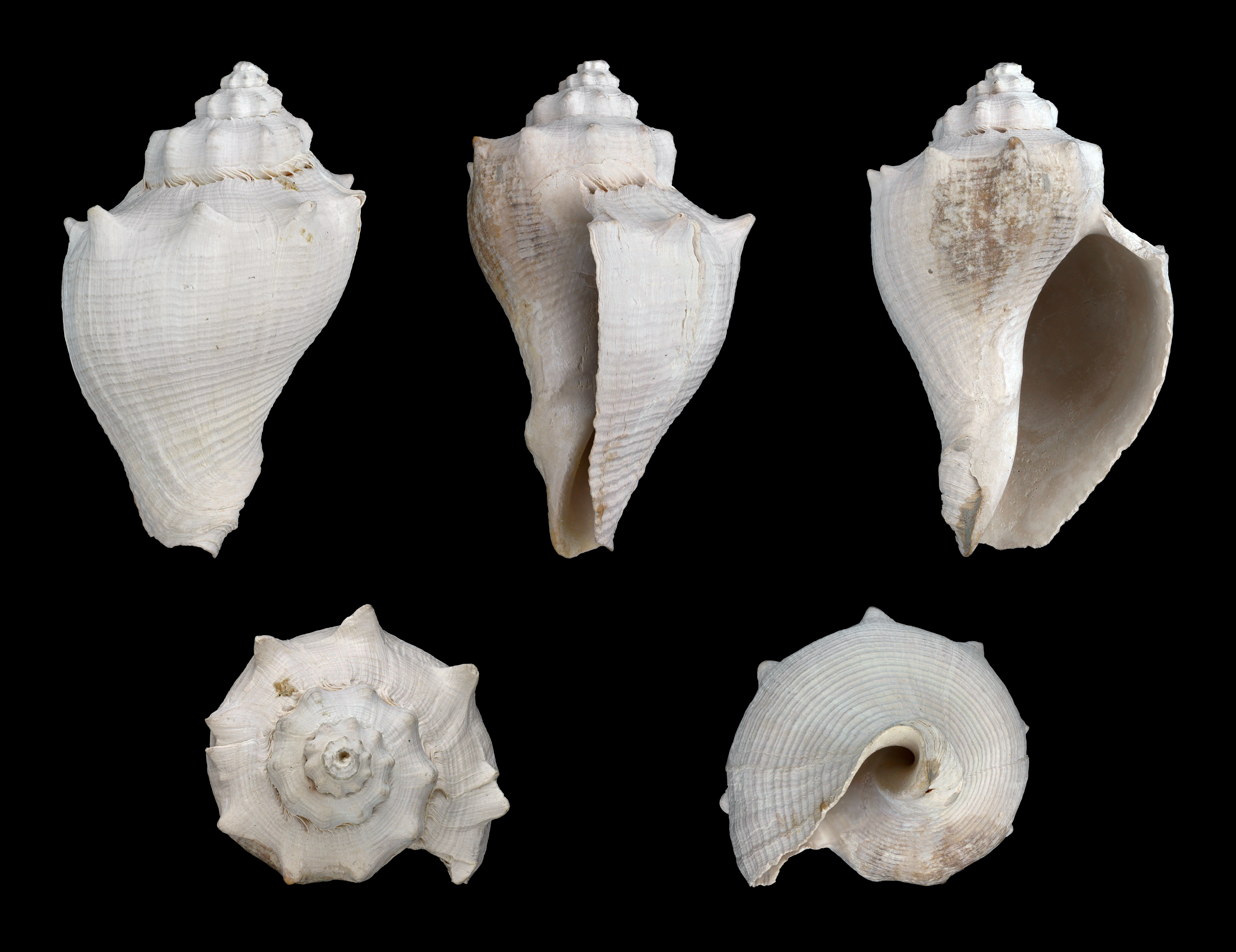
Melongena caloosahatcheensis
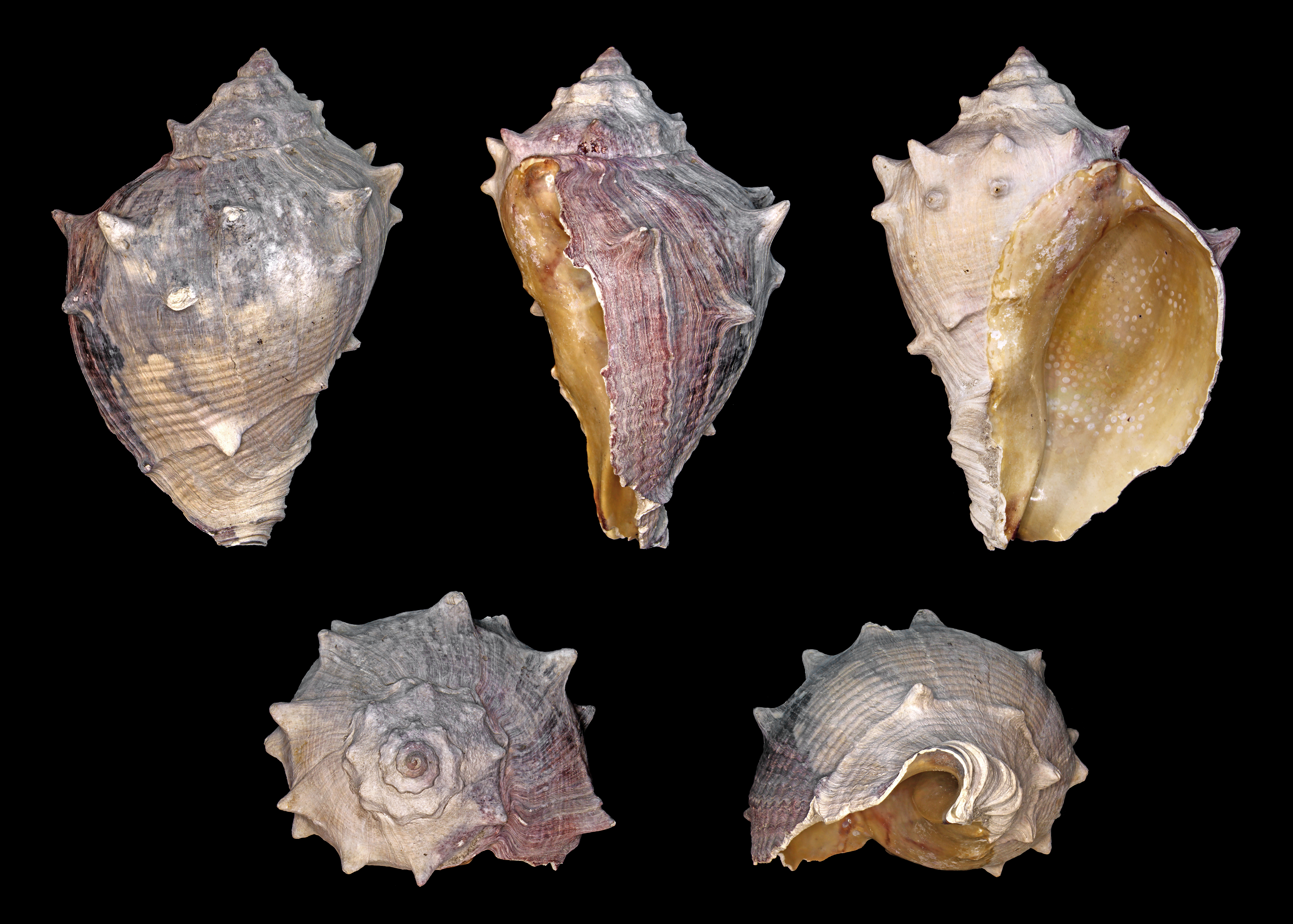
Melongena consors
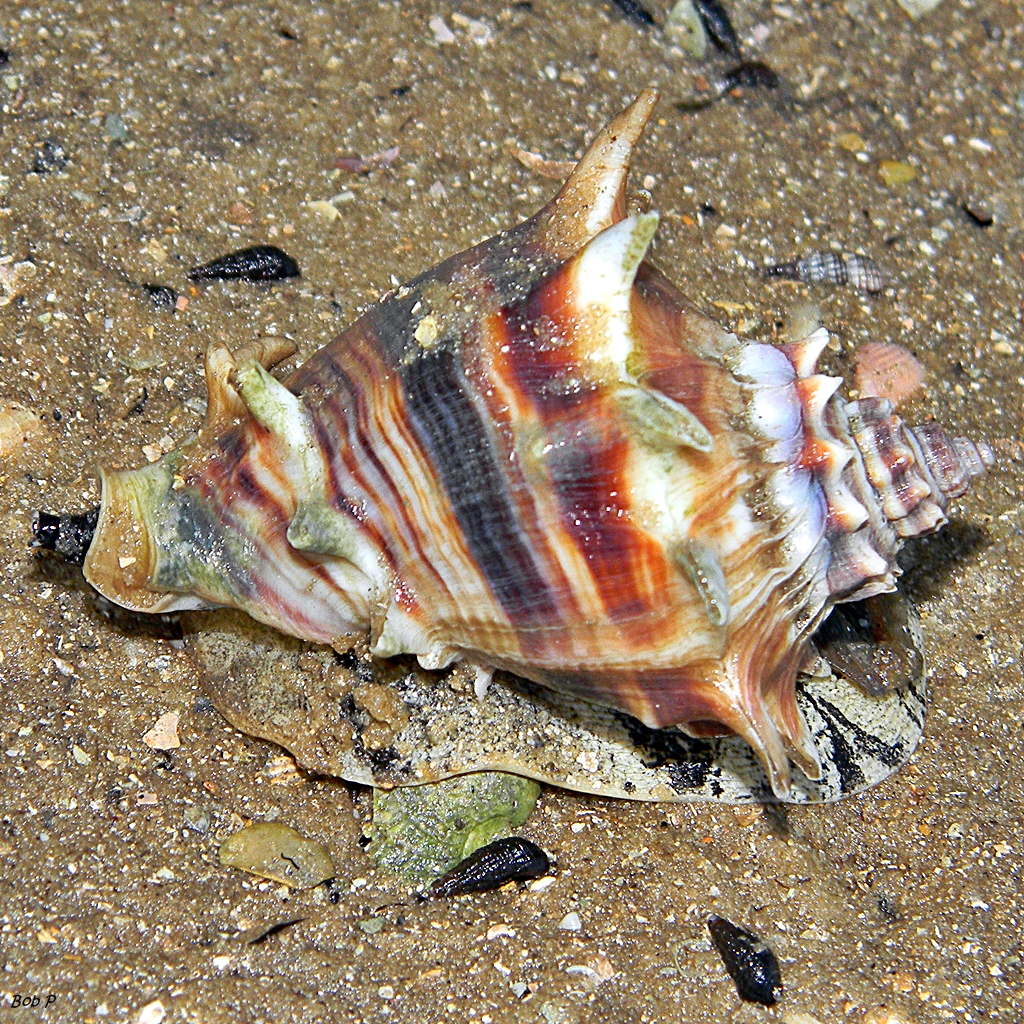
Melongena corona
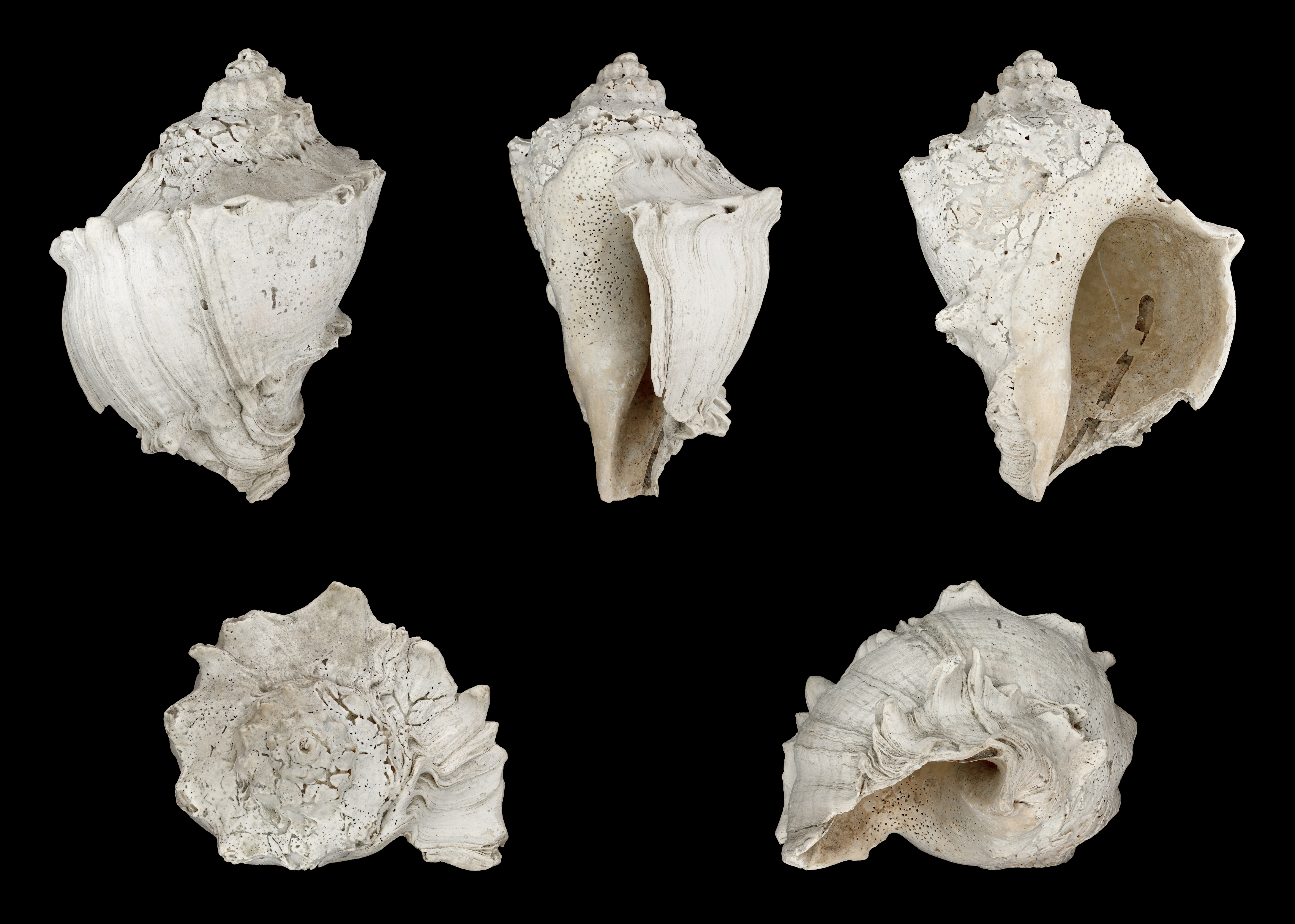
Melongena corona Fossil
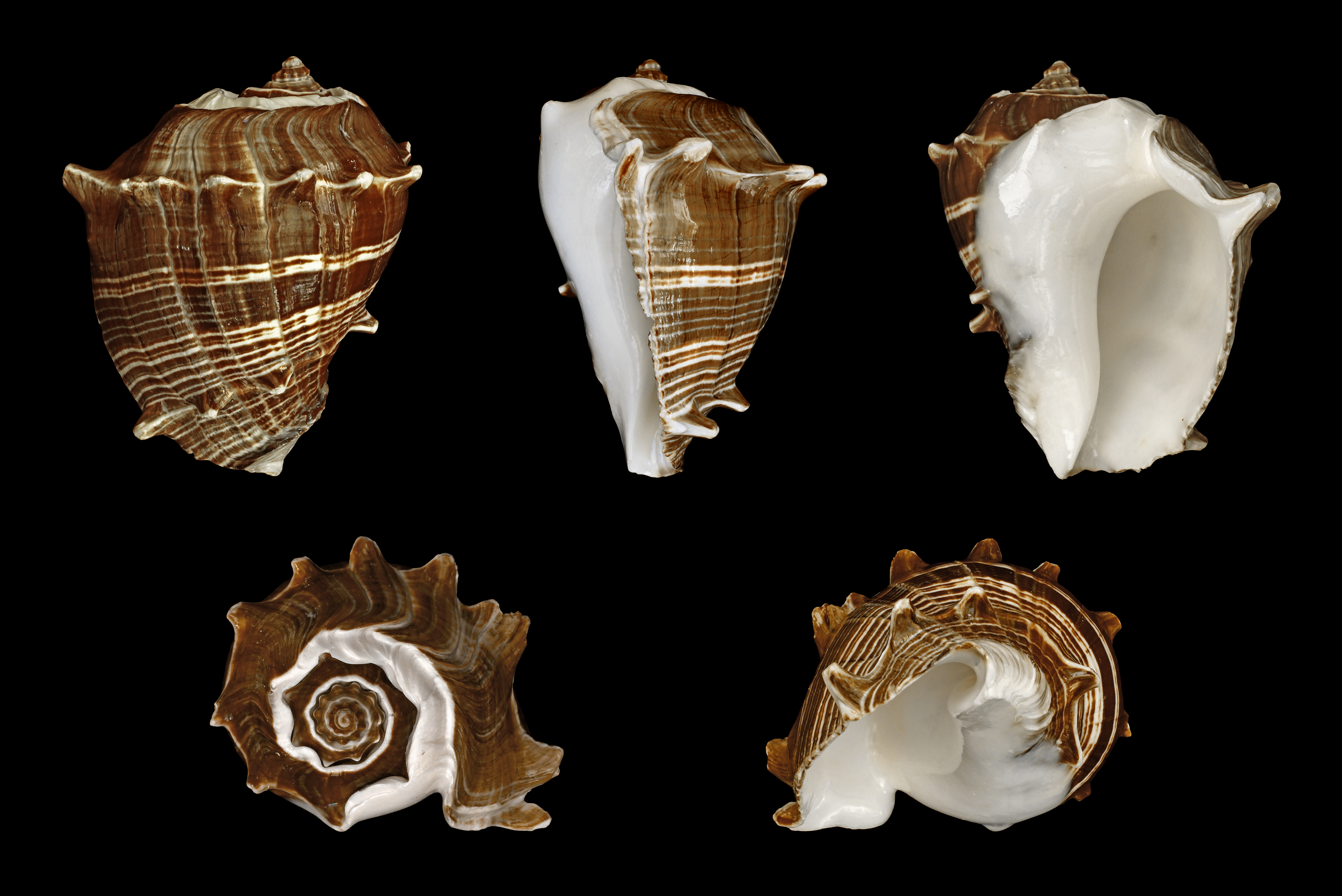
Melongena melongena
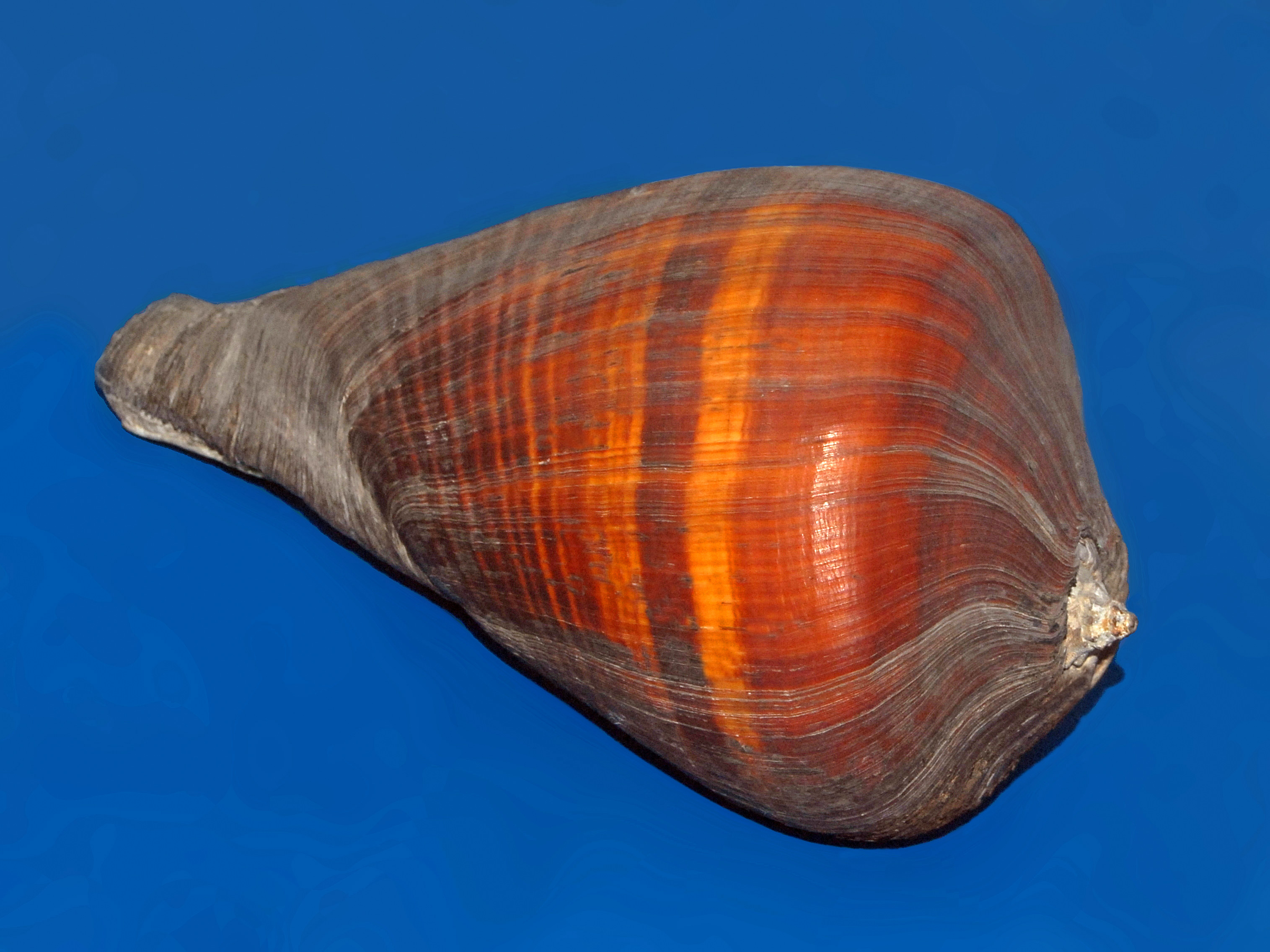
Melongena patula
Melongena sarasotaensis
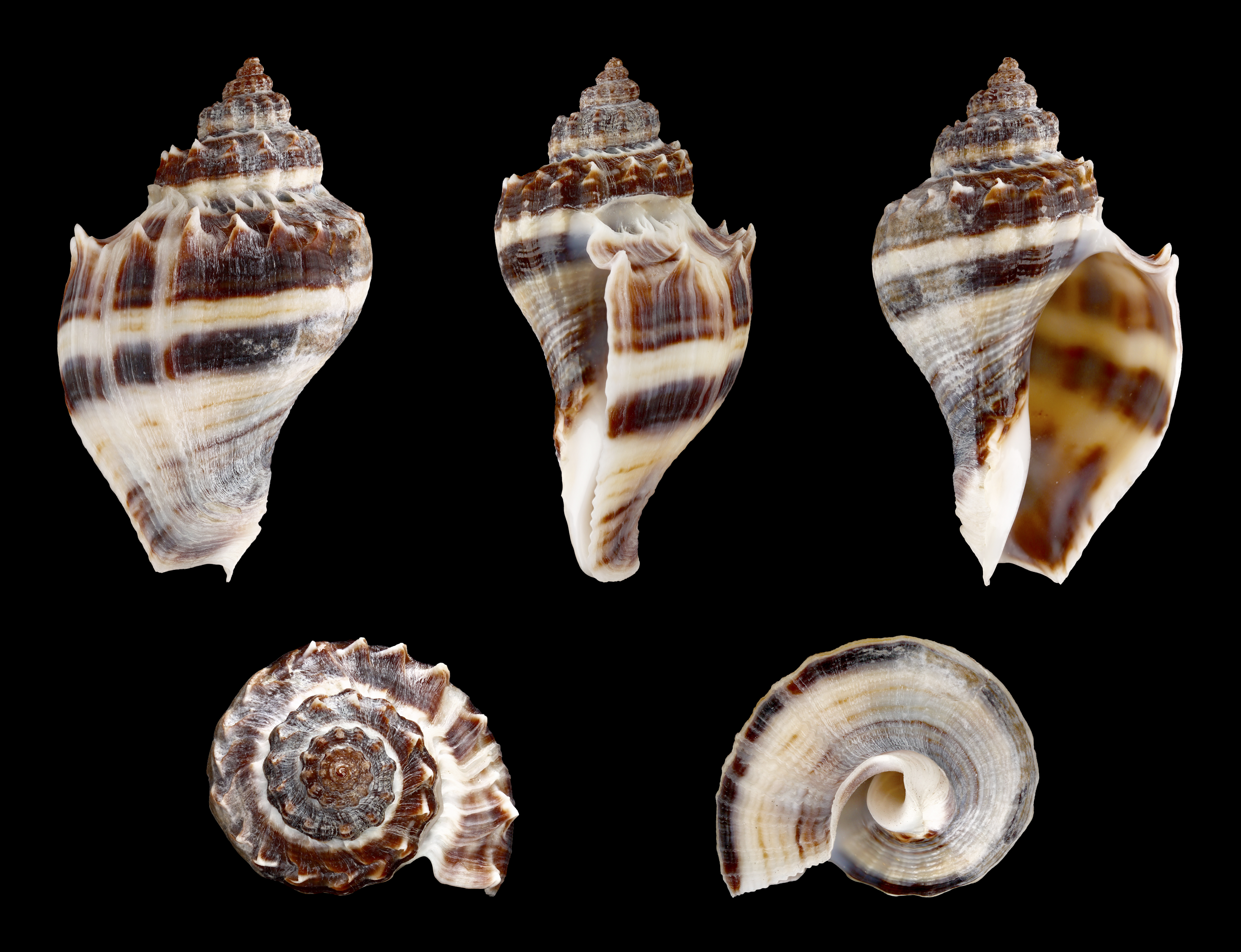
Melongena sprucecreekensis